# Mozé-sur-Louet
Mozé-sur-Louet település Franciaországban, Maine-et-Loire megyében. Lakosainak száma 2033 fő (2022. január 1.). Mozé-sur-Louet Beaulieu-sur-Layon, Denée, Mûrs-Erigné, Rochefort-sur-Loire, Saint-Jean-de-la-Croix, Soulaines-sur-Aubance és Bellevigne-en-Layon községekkel határos.

## Népesség
A település népességének változása:
| Lakosok száma | 978  | 1434 | 1802 | 1917 | 2045 | 2021 | 1991 | 2013 | 2028 | 2033 |
|               | 1968 | 1982 | 1990 | 2006 | 2013 | 2015 | 2017 | 2019 | 2020 | 2022 |